# Manian/Diskografie
Diese Diskografie ist eine Übersicht über die musikalischen Werke des deutschen Eurodance-DJs Manian. Er ist ein Teil von über zehn Projekten wie R.I.O. oder Cascada, deren Songs in etlichen Ländern die Charts erreichten. Auch als Solo-Künstler war er erfolgreich, besonders mit seinen Singles Welcome to the Club, Don’t Stop the Dancing und Tonight die in vielen Ländern die Verkaufscharts erreichten. Jedoch ist anzumerken, dass er den Stil verschiedener Projekte abrupt änderte. Der seines Solo-Projekts änderte er von Trance zu Dance-Pop, aus Cascadas Hands-Up wurde Eurodance und der Reggae-Stil der R.I.O. prägte entwickelte sich zu House-Musik. Im Jahre 2013 gründete er zusammen mit D-Style das Projekt Twoloud, mit dem er sich sowohl auf seinen klassischen Trance-Stil, als auch auf den seit 2013 populären Big-Room-Stil konzentrierte.

## Studioalben

### Als Manian
| Jahr | Titel Musiklabel                    | Höchstplatzierung, Gesamtwochen, AuszeichnungChartplatzierungen (Jahr, Titel, Musiklabel, Platzierungen, Wochen, Auszeichnungen, Anmerkungen) | Höchstplatzierung, Gesamtwochen, AuszeichnungChartplatzierungen (Jahr, Titel, Musiklabel, Platzierungen, Wochen, Auszeichnungen, Anmerkungen) | Höchstplatzierung, Gesamtwochen, AuszeichnungChartplatzierungen (Jahr, Titel, Musiklabel, Platzierungen, Wochen, Auszeichnungen, Anmerkungen) | Höchstplatzierung, Gesamtwochen, AuszeichnungChartplatzierungen (Jahr, Titel, Musiklabel, Platzierungen, Wochen, Auszeichnungen, Anmerkungen) | Anmerkungen                              |
| Jahr | Titel Musiklabel                    | DE | AT | CH | UK | Anmerkungen                              |
| ---- | ----------------------------------- | --- | --- | --- | --- | ---------------------------------------- |
| 2010 | Welcome to the Club Zooland Records | — | — | — | — | Erstveröffentlichung: 10. September 2010 |
| 2013 | Hands Up Forever Zooland Records    | DE90 (1 Wo.)DE | AT52 (1 Wo.)AT | — | — | Erstveröffentlichung: 8. Februar 2013    |

### Als Spencer & Hill (mit Manuel Schleis)
| Jahr | Titel Musiklabel                                                          | Anmerkungen                              |
| ---- | ------------------------------------------------------------------------- | ---------------------------------------- |
| 2010 | The Funky Years Kontor Records                                            | Erstveröffentlichung: 10. September 2010 |
| 2011 | House Beats Made in Germany Kontor Records, Tiger Records, Bazooka        | Erstveröffentlichung: 18. Februar 2011   |
| 2012 | House Beats Made in Germany Vol. 2 Kontor Records, Tiger Records, Bazooka | Erstveröffentlichung: 30. März 2012      |

## Kompilationen

### Als Manian
| Jahr | Titel Musiklabel                  | Anmerkungen                              |
| ---- | --------------------------------- | ---------------------------------------- |
| 2010 | Singles 2004–2010 Zooland Records | Erstveröffentlichung: 10. September 2010 |
| 2011 | Best Of Punch                     | Erstveröffentlichung: 4. Februar 2011    |

### Als Ruff Stuff (mit Manuel Schleis)
| Jahr | Titel Musiklabel                     | Anmerkungen                          |
| ---- | ------------------------------------ | ------------------------------------ |
| 2011 | Dub Number One Synergy Entertainment | Erstveröffentlichung: 26. April 2011 |

## EPs

### Als Bulldozzer (mit Manuel Schleis)
| Jahr | Titel Musiklabel                    | Anmerkungen                             |
| ---- | ----------------------------------- | --------------------------------------- |
| 2005 | Funky Groove - EP Pacemaker Records | Erstveröffentlichung: 12. November 2005 |

### Als DJ Manian vs. Tune Up!
| Jahr | Titel Musiklabel                               | Anmerkungen                          |
| ---- | ---------------------------------------------- | ------------------------------------ |
| 2005 | Rhythm & Drums / Bounce - EP Pacemaker Records | Erstveröffentlichung: 24. April 2006 |

## Singles

### Als Manian
| Jahr | Titel Album                             | Höchstplatzierung, Gesamtwochen, AuszeichnungChartplatzierungen (Jahr, Titel, Album, Platzierungen, Wochen, Auszeichnungen, Anmerkungen) | Höchstplatzierung, Gesamtwochen, AuszeichnungChartplatzierungen (Jahr, Titel, Album, Platzierungen, Wochen, Auszeichnungen, Anmerkungen) | Höchstplatzierung, Gesamtwochen, AuszeichnungChartplatzierungen (Jahr, Titel, Album, Platzierungen, Wochen, Auszeichnungen, Anmerkungen) | Höchstplatzierung, Gesamtwochen, AuszeichnungChartplatzierungen (Jahr, Titel, Album, Platzierungen, Wochen, Auszeichnungen, Anmerkungen) | Anmerkungen                                                  |
| Jahr | Titel Album                             | DE | AT | CH | UK | Anmerkungen                                                  |
| ---- | --------------------------------------- | --- | --- | --- | --- | ------------------------------------------------------------ |
| 2009 | Welcome to the Club Best Of             | — | AT39 (6 Wo.)AT | — | UK89 (1 Wo.)UK | Erstveröffentlichung: 11. Dezember 2009 mit Tony T.          |
| 2012 | Don’t Stop the Dancing Hands Up Forever | — | AT48 (1 Wo.)AT | CH55 (1 Wo.)CH | — | Erstveröffentlichung: 7. Dezember 2012 feat. Carlprit & Elly |
| 2013 | Tonight Hands Up Forever                | — | AT58 (1 Wo.)AT | — | — | Erstveröffentlichung: 10. Mai 2013 feat. Nicco               |

Weitere Singles
| Jahr | Titel Album                                    | Anmerkungen                                                                                             |
| ---- | ---------------------------------------------- | --- |
| 2007 | Lovesong Best Of                               | Erstveröffentlichung: 13. Juni 2007                                                                     |
| 2007 | Heat of the Moment Best Of                     | Erstveröffentlichung: 17. August 2007                                                                   |
| 2007 | Heaven Best Of                                 | Erstveröffentlichung: 7. September 2007 feat. Aila Coverversion des gleichnamigen Songs von Bryan Adams |
| 2007 | Feel Fine The Singles 2004-2010                | Erstveröffentlichung: 26. September 2007                                                                |
| 2007 | Turn the Tide Best Of                          | Erstveröffentlichung: 9. November 2007 feat. Aila Coverversion des gleichnamigen Songs von Sylver       |
| 2008 | Hold Me Tonight The Singles 2004-2010          | Erstveröffentlichung: 25. April 2008 feat. Aila                                                         |
| 2009 | Raver’s Fantasy Best Of                        | Erstveröffentlichung: 1. Mai 2009                                                                       |
| 2009 | Raver’s in the UK Best Of                      | Erstveröffentlichung: 30. Oktober 2009                                                                  |
| 2010 | Outta My Head Best Of                          | Erstveröffentlichung: 9. Januar 2010 feat. Darren Styles                                                |
| 2010 | Loco Best Of                                   | Erstveröffentlichung: 7. Juli 2010                                                                      |
| 2011 | F.A.Q. –                                       | Erstveröffentlichung: 25. November 2011 vs. Crystal Lake                                                |
| 2012 | Hands Up Forever                               | Erstveröffentlichung: 23. November 2012                                                                 |
| 2013 | I’m In Love With The DJ Hands Up Forever       | Erstveröffentlichung: 1. Februar 2013 feat. Nicci                                                       |
| 2013 | Just Another Night (Anthem 4) Hands Up Forever | Erstveröffentlichung: 28. Juni 2013 mit Floorfilla                                                      |
| 2013 | Cinderella –                                   | Erstveröffentlichung: 26. Juli 2013 feat. Maury                                                         |
| 2013 | We Don’t Care –                                | Erstveröffentlichung: 20. September 2013                                                                |

### Als Twoloud (mit D-Style)
| Jahr | Titel Album         | Anmerkungen                                                                                    |
| ---- | ------------------- | ---------------------------------------------------------------------------------------------- |
| 2013 | Big Bang –          | Erstveröffentlichung: 7. Oktober 2013                                                          |
| 2013 | Traffic –           | Erstveröffentlichung: 16. Dezember 2013 vs. Tiësto                                             |
| 2014 | Track One –         | Erstveröffentlichung: 17. Februar 2014                                                         |
| 2014 | Rockin –            | Erstveröffentlichung: 28. Februar 2014 vs. Julian Jordan                                       |
| 2014 | Drop It Like This – | Erstveröffentlichung: 31. März 2014 mit TST                                                    |
| 2014 | Rock the Place –    | Erstveröffentlichung: 25. April 2014 vs. Danny Avila                                           |
| 2014 | Greatest DJ –       | Erstveröffentlichung: 28. April 2014                                                           |
| 2014 | I’m Alive –         | Erstveröffentlichung: 23. Juni 2014                                                            |
| 2014 | Twisted –           | Erstveröffentlichung: 27. Juni 2014 Cover des gleichnamigen Songs von Johan Gielen & Sven Maes |
| 2014 | Track Two –         | Erstveröffentlichung: 4. Juli 2014 kostenloser Download                                        |
| 2014 | Track Three –       | Erstveröffentlichung: 11. August 2014 kostenloser Download                                     |
| 2014 | We Are the Ones –   | Erstveröffentlichung: 15. September 2014 feat. Christian Burns                                 |
| 2014 | Goin’ Down –        | Erstveröffentlichung: 3. September 2014 vs. Deniz Koyu                                         |
| 2014 | Get Down –          | Erstveröffentlichung: 27. Oktober 2014 feat. Will Brennan                                      |
| 2015 | The Biz –           | Erstveröffentlichung: 5. Januar 2015                                                           |
| 2015 | Outside World –     | Erstveröffentlichung: 19. Januar 2015 Cover des gleichnamigen Songs von Sunbeam                |
| 2015 | The Drums –         | Erstveröffentlichung: 9. Februar 2015 vs. Sonic One                                            |

### Als Siria (mit Natalie Horler)
| Jahr | Titel Album         | Anmerkungen                                                                                     |
| ---- | ------------------- | ----------------------------------------------------------------------------------------------- |
| 2004 | Endless Summer –    | Erstveröffentlichung als Vinyl: 10. Dezember 2004 Erstveröffentlichung als Single: 1. Juni 2005 |
| 2005 | I Will Believe It – | Erstveröffentlichung: 1. Juni 2005 als Doppel-Single mit Endless Summer                         |
| 2008 | Désenchantée –      | Erstveröffentlichung: 3. Juli 2008 Cover des gleichnamigen Songs von Mylène Farmer              |

### Als Diamond (mit Yanou & Natalie Horler)
| Jahr | Titel Album | Anmerkungen                                                  |
| ---- | ----------- | ------------------------------------------------------------ |
| 2005 | Reason –    | Erstveröffentlichung: 10. Januar 2005 über Andorfine Records |

### Als Azuro (mit Yanou)
| Jahr | Titel Album      | Anmerkungen                                                    |
| ---- | ---------------- | -------------------------------------------------------------- |
| 2011 | Ti Amo –         | Erstveröffentlichung: 13. Mai 2011 feat. Elly                  |
| 2011 | Toca Me –        | Erstveröffentlichung: 2. Dezember 2011 feat. Elly              |
| 2012 | Je Ne Sais Pas – | Erstveröffentlichung: 18. Mai 2012 feat. Elly                  |
| 2013 | Hypnotize –      | Erstveröffentlichung: 8. Februar 2013 feat. Elly               |
| 2013 | Dance or Die –   | Erstveröffentlichung: 13. September 2013 feat. Elly & Carlprit |

### Als M.Y.C. (mit Yanou & Cyrus Sadeghi-Wafa)
| Jahr | Titel Album               | Anmerkungen                                                                     | Anmerkungen                                                                     |
| ---- | ------------------------- | ------------------------------------------------------------------------------- | ------------------------------------------------------------------------------- |
| 2004 | Rock! –                   | Erstveröffentlichung: 15. September 2004 nur Vinyl                              | Erstveröffentlichung: 15. September 2004 nur Vinyl                              |
| 2005 | Drop My Style –           | Erstveröffentlichung: 14. Oktober 2005 Wiederveröffentlichung: 18. Februar 2012 | Erstveröffentlichung: 14. Oktober 2005 Wiederveröffentlichung: 18. Februar 2012 |
| 2006 | Reactivate Planet Earth – | Erstveröffentlichung: 8. März 2006 als Doppel-Single                            | Wiederveröffentlichung: 17. Februar 2012                                        |
| 2006 | What Up! –                | Erstveröffentlichung: 8. März 2006 als Doppel-Single                            | Wiederveröffentlichung: 18. Februar 2012                                        |
| 2007 | Suenos –                  | Erstveröffentlichung: 24. Januar 2007 als Doppel-Single                         | Wiederveröffentlichung: 17. Februar 2012                                        |
| 2007 | Freakshow –               | Erstveröffentlichung: 24. Januar 2007 als Doppel-Single                         | Wiederveröffentlichung: 18. Februar 2012                                        |
| 2007 | Rock! 2007 –              | Erstveröffentlichung: 5. Oktober 2007 nur digital                               | Erstveröffentlichung: 5. Oktober 2007 nur digital                               |

### Als Pattern Mode (mit Yanou & Cyrus Sadeghi-Wafa)
| Jahr | Titel Album | Anmerkungen                                                                     |
| ---- | ----------- | ------------------------------------------------------------------------------- |
| 2006 | Citybeat –  | Erstveröffentlichung: 23. Oktober 2006 Wiederveröffentlichung: 18. Februar 2012 |

### Als MYPD (mit Yanou)
| Jahr | Titel Album         | Anmerkungen                                                                                    |
| ---- | ------------------- | ---------------------------------------------------------------------------------------------- |
| 2007 | You’re Not Alone –  | Erstveröffentlichung: 20. August 2007; feat. Liz Kay Wiederveröffentlichung: 11. Dezember 2009 |
| 2008 | Ain’t That Enough – | Erstveröffentlichung: 11. April 2008 Wiederveröffentlichung: 11. Dezember 2009                 |
| 2008 | Mundo Samba –       | Erstveröffentlichung: 24. Juli 2008 Wiederveröffentlichung: 27. Februar 2009                   |

### Als Manyou (mit Yanou)
| Jahr | Titel Album     | Anmerkungen                                                                     |
| ---- | --------------- | ------------------------------------------------------------------------------- |
| 2004 | Drifting Away – | Erstveröffentlichung: 12. März 2004 Wiederveröffentlichung: 18. Februar 2012    |
| 2004 | Take Me Home –  | Erstveröffentlichung: 8. November 2004 Wiederveröffentlichung: 18. Februar 2012 |

### Als Groove Deluxe (mit Yanou)
| Jahr | Titel Album               | Anmerkungen                                                                        |
| ---- | ------------------------- | ---------------------------------------------------------------------------------- |
| 2005 | Learning To Fly (Again) – | Erstveröffentlichung: 25. Februar 2005 Cover des gleichnamigen Songs von Tom Petty |

### Als Good Vibe Crew (mit Yanou)
| Jahr | Titel Album | Anmerkungen                                   |
| ---- | ----------- | --------------------------------------------- |
| 2010 | Good Vibe – | Erstveröffentlichung: 18. Juni 2010 feat. Cat |

### Als Yam Foundation (mit Yanou)
| Jahr | Titel Album               | Anmerkungen                                            |
| ---- | ------------------------- | ------------------------------------------------------ |
| 2005 | Don’t Mess With My Love – | Erstveröffentlichung: 27. Juni 2005 feat. Irvin Doomes |

### Als PlazmaTek (mit Yanou & Markus Beilke)
| Jahr | Titel Album | Anmerkungen                                                                  |
| ---- | ----------- | ---------------------------------------------------------------------------- |
| 2006 | Star –      | Erstveröffentlichung: 25. Juni 2003 Wiederveröffentlichung: 18. Februar 2012 |

### Als Deejay Y (mit Yanou, Manuel Schleis & Markus Beilke)
| Jahr | Titel Album        | Anmerkungen |
| ---- | ------------------ | --- |
| 2003 | Wonderland –       | Erstveröffentlichung: 10. Juli 2003 nur digital und auf Samplern zu finden 2005 als M-Train neu veröffentlicht |
| 2015 | Over the Rainbow – | Erstveröffentlichung: 22. Dezember 2015 Cover des gleichnamigen Liedes von Judy Garland                        |

### Als Dynamik Freaks (mit Yanou & Manuel Schleis)
| Jahr | Titel Album | Anmerkungen                                                                     |
| ---- | ----------- | ------------------------------------------------------------------------------- |
| 2005 | Supermind – | Erstveröffentlichung: 1. Dezember 2005 Wiederveröffentlichung: 18. Februar 2012 |

### Als Tune Up! (mit Yanou und Manuel Schleis)
| Jahr | Titel Album                             | Anmerkungen                                            |
| ---- | --------------------------------------- | ------------------------------------------------------ |
| 2003 | Basstest Raver’s Fantasy                | Erstveröffentlichung: 8. August 2003                   |
| 2004 | Raver’s Fantasy                         | Erstveröffentlichung: 1. Oktober 2004 Doppel-Single    |
| 2004 | Start the Game Raver’s Fantasy          | Erstveröffentlichung: 1. Oktober 2004 Doppel-Single    |
| 2005 | Forever Young Raver’s Fantasy           | Erstveröffentlichung: 16. April 2005 Doppel-Single     |
| 2005 | Another Day Raver’s Fantasy             | Erstveröffentlichung: 16. April 2005 Doppel-Single     |
| 2006 | Feel Fine Raver’s Fantasy               | Erstveröffentlichung: 13. Februar 2006 Doppel-Single   |
| 2006 | Have U Ever Been Mellow Raver’s Fantasy | Erstveröffentlichung: 13. Februar 2006 Doppel-Single   |
| 2006 | Rhythm & Drums Raver’s Fantasy          | Erstveröffentlichung: 24. April 2006 Doppel-Single     |
| 2006 | Bounce Raver’s Fantasy                  | Erstveröffentlichung: 24. April 2006 Doppel-Single     |
| 2007 | Dance Dance Raver’s Fantasy             | Erstveröffentlichung: 6. Mai 2007 feat. Andy Lopez     |
| 2008 | Colours of the Rainbow Stamp            | Erstveröffentlichung: 4. August 2008 vs. ItaloBrothers |

### Als Bulldozzer (mit Manuel Schleis)
| Jahr | Titel Musiklabel                       | Anmerkungen                                                                                              |
| ---- | -------------------------------------- | --- |
| 2004 | Dance! Pacemaker Records               | Erstveröffentlichung: 13. Juni 2004 co-produziert von M. Beilke Wiederveröffentlichung: 17. Februar 2012 |
| 2004 | Face the Base Pacemaker Records        | Erstveröffentlichung: 17. August 2007 Wiederveröffentlichung: 17. Februar 2012                           |
| 2006 | BBoy MC Maithai Recordings             | Erstveröffentlichung: 12. Mai 2006 erschien nur als Vinyl                                                |
| 2007 | Pump It Up Maithai Recordings          | Erstveröffentlichung: 14. März 2007 als Doppel-Single                                                    |
| 2007 | Bring the Beat Back Maithai Recordings | Erstveröffentlichung: 14. März 2007 als Doppel-Single                                                    |
| 2008 | Can You Feel the Vibe Zooland Records  | Erstveröffentlichung: 24. Juli 2008                                                                      |

### Als Spencer & Hill (mit Manuel Schleis)
| Jahr | Titel Album                                         | Anmerkungen                                                   |
| ---- | --------------------------------------------------- | ------------------------------------------------------------- |
| 2005 | Wanna Be The Funky Years                            | Erstveröffentlichung: 11. November 2005                       |
| 2006 | When the Lights Turn Off The Funky Years            | Erstveröffentlichung: 23. März 2006                           |
| 2006 | Back in the Love The Funky Years                    | Erstveröffentlichung: 17. November 2006                       |
| 2007 | Get It On House Beats Made in Germany               | Erstveröffentlichung: 15. Juni 2007                           |
| 2009 | Cool House Beats Made in Germany                    | Erstveröffentlichung: 17. Juli 2007                           |
| 2009 | Trespasser House Beats Made in Germany              | Erstveröffentlichung: 13. November 2009                       |
| 2009 | I Want You House Beats Made in Germany              | Erstveröffentlichung: 4. Dezember 2009 feat. Dee Freer        |
| 2010 | Excuse Me House Beats Made in Germany               | Erstveröffentlichung: 19. Februar 2010                        |
| 2011 | Yeah Yeah Yeah House Beats Made in Germany          | Erstveröffentlichung: 28. Januar 2011                         |
| 2011 | Believe It House Beats Made in Germany Vol. 2       | Erstveröffentlichung: 10. Februar 2011                        |
| 2011 | The Hum Melody House Beats Made in Germany          | Erstveröffentlichung: 26. September 2011 vs. Robbie Rivera    |
| 2011 | One Touch Away House Beats Made in Germany Vol. 2   | Erstveröffentlichung: 4. November 2011                        |
| 2012 | Surrender House Beats Made in Germany Vol. 2        | Erstveröffentlichung: 16. März 2012 feat. Ari                 |
| 2012 | Just Dance Now House Beats Made in Germany Vol. 2   | Erstveröffentlichung: 1. Juni 2012                            |
| 2012 | Let Out da Freak House Beats Made in Germany Vol. 2 | Erstveröffentlichung: 15. Juni 2012 feat. Mimoza              |
| 2013 | Dead or Alive House Beats Made in Germany Vol. 3    | Erstveröffentlichung: 15. März 2013                           |
| 2013 | Pump It Up House Beats Made in Germany Vol. 3       | Erstveröffentlichung: 22. März 2013                           |
| 2013 | Smackdown House Beats Made in Germany Vol. 3        | Erstveröffentlichung: 22. März 2013                           |
| 2013 | Washed Out Road House Beats Made in Germany Vol. 3  | Erstveröffentlichung: 23. September 2013 feat. Lindsay Nourse |

### Als Floorburner (mit Manuel Schleis)
| Jahr | Titel Album           | Anmerkungen                                                                      | Anmerkungen                                                                      |
| ---- | --------------------- | -------------------------------------------------------------------------------- | -------------------------------------------------------------------------------- |
| 2004 | Da Beat Keep Rockin – | Erstveröffentlichung: 6. April 2004 als Vinyl                                    | Erstveröffentlichung: 6. April 2004 als Vinyl                                    |
| 2004 | Get Ready! –          | Erstveröffentlichung: 12. November 2004 Wiederveröffentlichung: 17. Februar 2012 | Erstveröffentlichung: 12. November 2004 Wiederveröffentlichung: 17. Februar 2012 |
| 2005 | Everybody Dance –     | Erstveröffentlichung: 12. Dezember 2005 als Doppel-Single                        | Wiederveröffentlichung: 18. Februar 2012                                         |
| 2005 | Heaven –              | Erstveröffentlichung: 12. Dezember 2005 als Doppel-Single                        | Wiederveröffentlichung: 18. Februar 2012                                         |
| 2006 | Clap Ya Hands –       | Erstveröffentlichung: 4. September 2006 als Doppel-Single                        | Wiederveröffentlichung: 18. Februar 2012                                         |
| 2006 | Kickin Da Base –      | Erstveröffentlichung: 4. September 2006 als Doppel-Single                        | Wiederveröffentlichung: 17. Februar 2012                                         |

### Als Ruff Stuff (mit Manuel Schleis)
| Jahr | Titel Album             | Anmerkungen                                                | Anmerkungen                              |
| ---- | ----------------------- | ---------------------------------------------------------- | ---------------------------------------- |
| 2003 | Smack My Bitch –        | Erstveröffentlichung: 26. September 2005 als Doppel-Single | Wiederveröffentlichung: 17. Februar 2012 |
| 2003 | Monkey Do, Monkey Say – | Erstveröffentlichung: 26. September 2005 als Doppel-Single | Wiederveröffentlichung: 18. Februar 2012 |
| 2005 | Digital Break Down –    | Erstveröffentlichung: 16. Mai 2005 als Doppel-Single       | Wiederveröffentlichung: 17. Februar 2012 |
| 2005 | Warning –               | Erstveröffentlichung: 16. Mai 2005 als Doppel-Single       | Wiederveröffentlichung: 18. Februar 2012 |

### Als 3XM (mit Manuel Schleis)
| Jahr | Titel Album  | Anmerkungen                                                                      | Anmerkungen                                                                      |
| ---- | ------------ | -------------------------------------------------------------------------------- | -------------------------------------------------------------------------------- |
| 2003 | Alive –      | Erstveröffentlichung: 17. November 2003 Wiederveröffentlichung: 17. Februar 2012 | Erstveröffentlichung: 17. November 2003 Wiederveröffentlichung: 17. Februar 2012 |
| 2004 | Avalanche –  | Erstveröffentlichung: 5. August 2004 als Doppel-Single                           | Wiederveröffentlichung: 17. Februar 2012                                         |
| 2004 | Calculator – | Erstveröffentlichung: 5. August 2004 als Doppel-Single                           | Wiederveröffentlichung: 18. Februar 2012                                         |

### Als Sol-7 (mit Manuel Schleis)
| Jahr | Titel Album          | Anmerkungen                                                                    |
| ---- | -------------------- | ------------------------------------------------------------------------------ |
| 2004 | When Love Comes –    | Erstveröffentlichung: 1. Januar 2004 Wiederveröffentlichung: 18. Februar 2012  |
| 2004 | In Energy We Trust – | Erstveröffentlichung: 5. Oktober 2004 Wiederveröffentlichung: 17. Februar 2012 |
| 2005 | Amiga Con Voco –     | Erstveröffentlichung: 25. April 2005 Wiederveröffentlichung: 17. Februar 2012  |

### Als Party Pimpz (mit Manuel Schleis)
| Jahr | Titel Album    | Anmerkungen                                                                                      |
| ---- | -------------- | ------------------------------------------------------------------------------------------------ |
| 2005 | Give It Up –   | Erstveröffentlichung: 1. Januar 2005 Cover des gleichnamigen Songs von KC and the Sunshine Band  |
| 2005 | Holiday Rap –  | Erstveröffentlichung: 7. April 2005 Remix des gleichnamigen Songs von MC Miker G & Deejay Sven   |
| 2006 | Another Life – | Erstveröffentlichung: 30. April 2006 Cover des Songs Max Don’t Have Sex with Your Ex von E-Rotic |

### Als Malec (mit Manuel Schleis)
| Jahr | Titel Album                    | Anmerkungen                                      |
| ---- | ------------------------------ | ------------------------------------------------ |
| 2004 | Endless Love –                 | Erstveröffentlichung: 23. Februar 2004 als Vinyl |
| 2004 | Let Me Take You On A Journey – | Erstveröffentlichung: 5. August 2004 als Vinyl   |

### Als Kareema (mit Manuel Schleis)
| Jahr | Titel Album         | Anmerkungen                                                                     |
| ---- | ------------------- | ------------------------------------------------------------------------------- |
| 2004 | Cool Your Engines – | Erstveröffentlichung: 14. Oktober 2004 Wiederveröffentlichung: 18. Februar 2012 |

### Als Icarus (mit Manuel Schleis)
| Jahr | Titel Album       | Anmerkungen                                   |
| ---- | ----------------- | --------------------------------------------- |
| 2003 | All Systems Go! – | Erstveröffentlichung: 28. Juli 2003 als Vinyl |

### Als Monocore (mit Manuel Schleis)
| Jahr | Titel Album      | Anmerkungen                                        |
| ---- | ---------------- | -------------------------------------------------- |
| 2004 | Kisses Of Fire – | Erstveröffentlichung: 13. September 2004 als Vinyl |

### Als Ampire (mit Manuel Schleis)
| Jahr | Titel Album          | Anmerkungen                                                                       |
| ---- | -------------------- | --------------------------------------------------------------------------------- |
| 2003 | Singularity –        | Erstveröffentlichung: 18. Dezember 2003 als Vinyl                                 |
| 2004 | Afterglow –          | Erstveröffentlichung: 27. August 2004 als Vinyl                                   |
| 2005 | The Preacher –       | Erstveröffentlichung: 13. Januar 2005 als Vinyl                                   |
| 2005 | Mad! –               | Erstveröffentlichung: 27. September 2005 Wiederveröffentlichung: 18. Februar 2012 |
| 2006 | Music For The Soul – | Erstveröffentlichung: 27. Januar 2006 Wiederveröffentlichung: 17. Februar 2012    |
| 2006 | Speedlimit –         | Erstveröffentlichung: 17. November 2006 Wiederveröffentlichung: 17. Februar 2012  |

### Als Phalanx (mit Manuel Schleis & Dennis Gertner)
| Jahr | Titel Album                          | Anmerkungen                                                                       |
| ---- | ------------------------------------ | --------------------------------------------------------------------------------- |
| 2003 | Flaming Skies Integrated Future      | Erstveröffentlichung: 8. August 2003 Coproduced by M.Triffid, Vocals: Nick Barker |
| 2004 | I’m Alive Integrated Future          | Erstveröffentlichung: 13. August 2004 feat. Darren Styles                         |
| 2006 | Symphony in Gminor Integrated Future | Erstveröffentlichung: 23. Januar 2006                                             |
| 2007 | Fields of Dreams Trance Fusion       | Erstveröffentlichung: 20. Januar 2007                                             |

### Als DJ Manian vs. Tune Up!
| Jahr | Titel Album                                      | Anmerkungen                          |
| ---- | ------------------------------------------------ | ------------------------------------ |
| 2006 | Rhythm & Drums 2006 Rhythm & Drums / Bounce - EP | Erstveröffentlichung: 24. April 2006 |

### Als Scarf!
| Jahr | Titel Album    | Anmerkungen                                                                   |
| ---- | -------------- | ----------------------------------------------------------------------------- |
| 2004 | Club Inferno – | Erstveröffentlichung: 23. April 2004 Wiederveröffentlichung: 17. Februar 2012 |
| 2004 | Odysee –       | Erstveröffentlichung: 4. November 2004 Wiederveröffentlichung: 27. März 2009  |
| 2005 | Hithouse One – | Erstveröffentlichung: 11. April 2005 Wiederveröffentlichung: 1. März 2013     |

### Als Project X
| Jahr | Titel Album | Anmerkungen                                                                   |
| ---- | ----------- | ----------------------------------------------------------------------------- |
| 2006 | Sky –       | Erstveröffentlichung: 27. Dezember 2006 erschien nur digital und auf Samplern |
| 2006 | Rhythm –    | Erstveröffentlichung: 10. Juli 2006 erschien nur digital und auf Samplern     |

### Als Manian vs. Dan Winter (mit Dan Winter)
| Jahr | Titel Album           | Titellisten der Bootlegs                                                                                            |
| ---- | --------------------- | --- |
| 2008 | Black Toys Vol. 1 –   | Daft Punk - Harder, Better, Faster, Stronger Club Robbers - I Like It Loud                                          |
| 2008 | Black Toys Vol. 2 –   | Alex Gaudino - Watch Out Beam vs Cyrus - Lifestyle Culture Beat - Mr. Vain                                          |
| 2008 | Black Toys Vol. 3 –   | David Guetta - The World Is Mine Snap! - Rhythm Is a Dancer                                                         |
| 2008 | Black Toys Vol. 4 –   | Nightcrawlers - Push The Feeling On 2008 Insomnia - Faithless                                                       |
| 2008 | Black Toys Vol. 5 –   | Reel 2 Real - I Like to Move It DrunkenMunky - E Eminem - Without Me                                                |
| 2008 | Black Toys Vol. 6 –   | 666 - Supadupafly DJ Dean - Kick Off Pretty - Green Eyes Showtek - Colours Of The Harder Style                      |
| 2008 | Black Toys Vol. 7 –   | Blank & Jones - DJs, Fans & Freaks Pitbull - I Know You Want Me (Calle Ocho) Spencer & Hill - Cool (Afrojack Remix) |
| 2008 | Black Toys Vol. 7.5 – | Boney M - Gotta Go Home Kevin Kao - Prepare                                                                         |

### Als Black Toys (mit Dan Winter)
| Jahr | Titel Album    | Anmerkungen                                                                                                  |
| ---- | -------------- | --- |
| 2010 | 5th Symphony – | Erstveröffentlichung: 10. September 2010 Coverversion des gleichnamigen Musikstücks von Ludwig van Beethoven |

## Statistik

### Chartauswertung
|                     | DE    | AT    |
| ------------------- | ----- | ----- |
| Nummer-eins-Alben   | DE—DE | AT—AT |
| Top-10-Alben        | DE—DE | AT—AT |
| Alben in den Charts | DE1DE | AT1AT |

|                       | DE    | AT    | CH    | UK    |
| --------------------- | ----- | ----- | ----- | ----- |
| Nummer-eins-Singles   | DE—DE | AT—AT | CH—CH | UK—UK |
| Top-10-Singles        | DE—DE | AT—AT | CH—CH | UK—UK |
| Singles in den Charts | DE—DE | AT3AT | CH1CH | UK1UK |